# Audi Q5
Audi Q5 — кроссовер, выпускаемый AUDI AG с ноября 2008 года. Audi Q5 производится на заводах в Ингольштадте, Чанчуне (Китай) и Аурангабаде (Индия).
Как модели Audi A4 и новый Audi А5, он базируется на новой модульной платформе Audi с продольным расположением силового агрегата (MLB).
 Премьера Audi Q5 состоялась на Пекинском автосалоне в апреле 2008 года.

## Технические характеристики
Audi Q5 появился на рынке осенью 2008 года. Первоначально линейка двигателей включала в себя одну бензиновую и две дизельные модели. Бензиновый двигатель 2,0 л с непосредственным впрыском топлива и турбонаддувом развивает мощность 211 л. с. и крутящий момент 350 Н·м. В сегменте дизельных двигателей предлагаются 2-литровый TDI мощностью 170 л. с., развивающий крутящий момент 350 Н·м, и 3-литровая шестицилиндровая модель мощностью 240 л. с., выдающая крутящий момент 500 Н·м. В июле 2009 года линейка двигателей дополнилась двумя новыми моделями — 2.0 TDI 143 л. с. и 2.0 TFSI 180 л.с.
В Audi Q5 устанавливается новая разработка инженеров Audi — 7-ступенчатая роботизированная коробка передач S tronic, предназначенная для передачи крутящего момента до 500 Н·м. Постоянный полный привод quattro (дифференциал Torsen) передаёт крутящий момент на все четыре колеса в соотношении 40:60 (передняя ось/задняя ось).

## Галерея

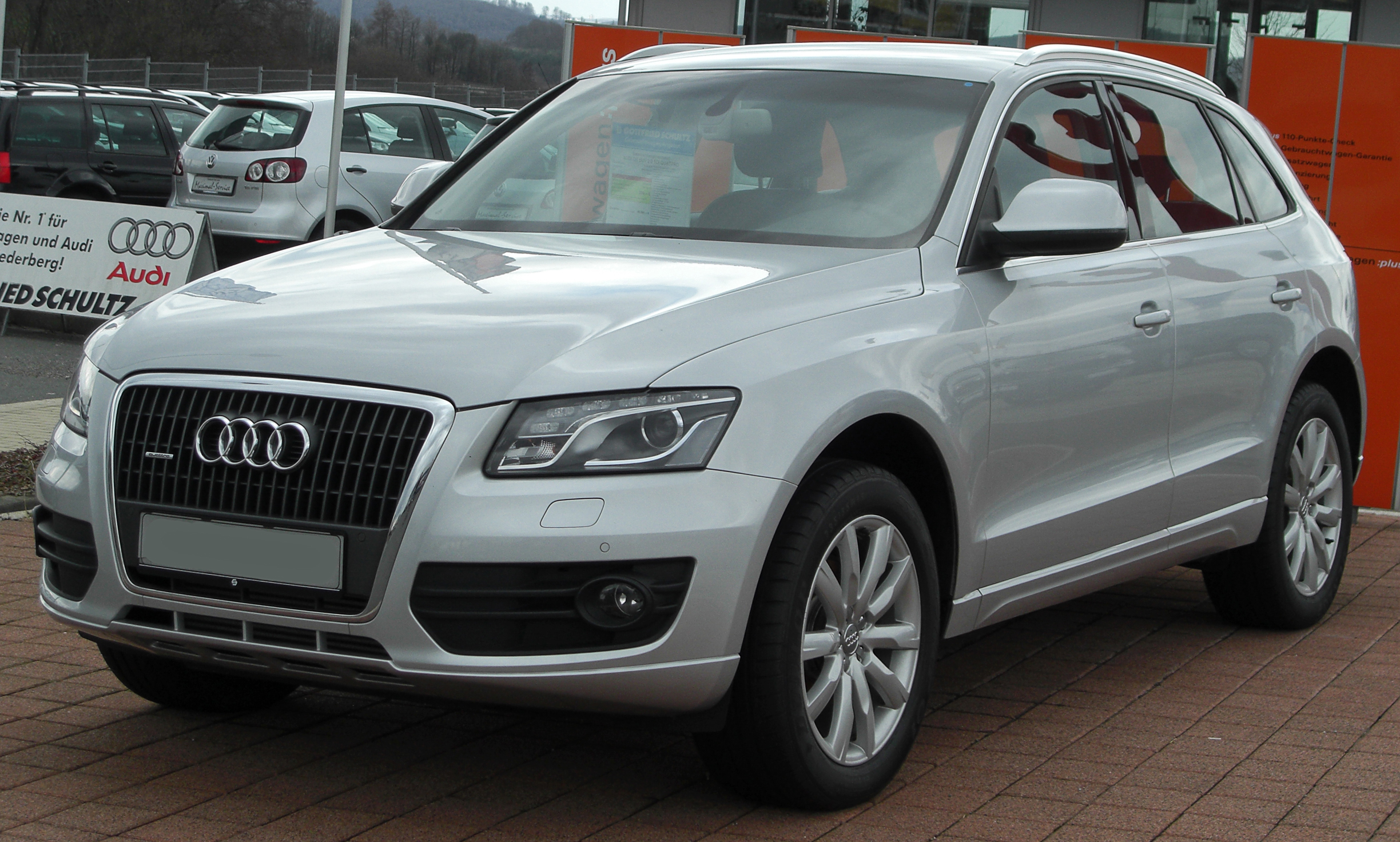
Q5 2008
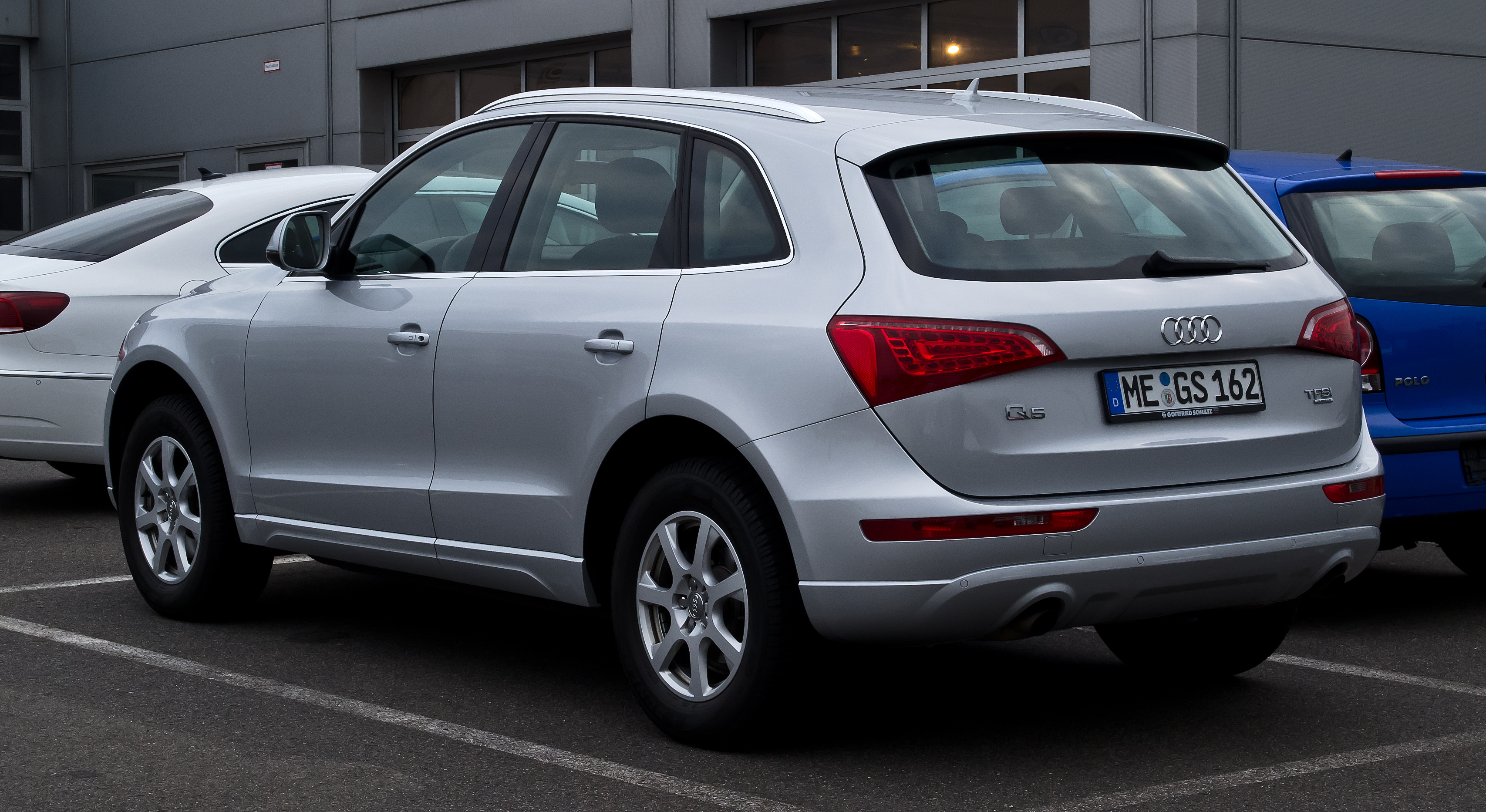
Q5 2008 (Вид сзади)
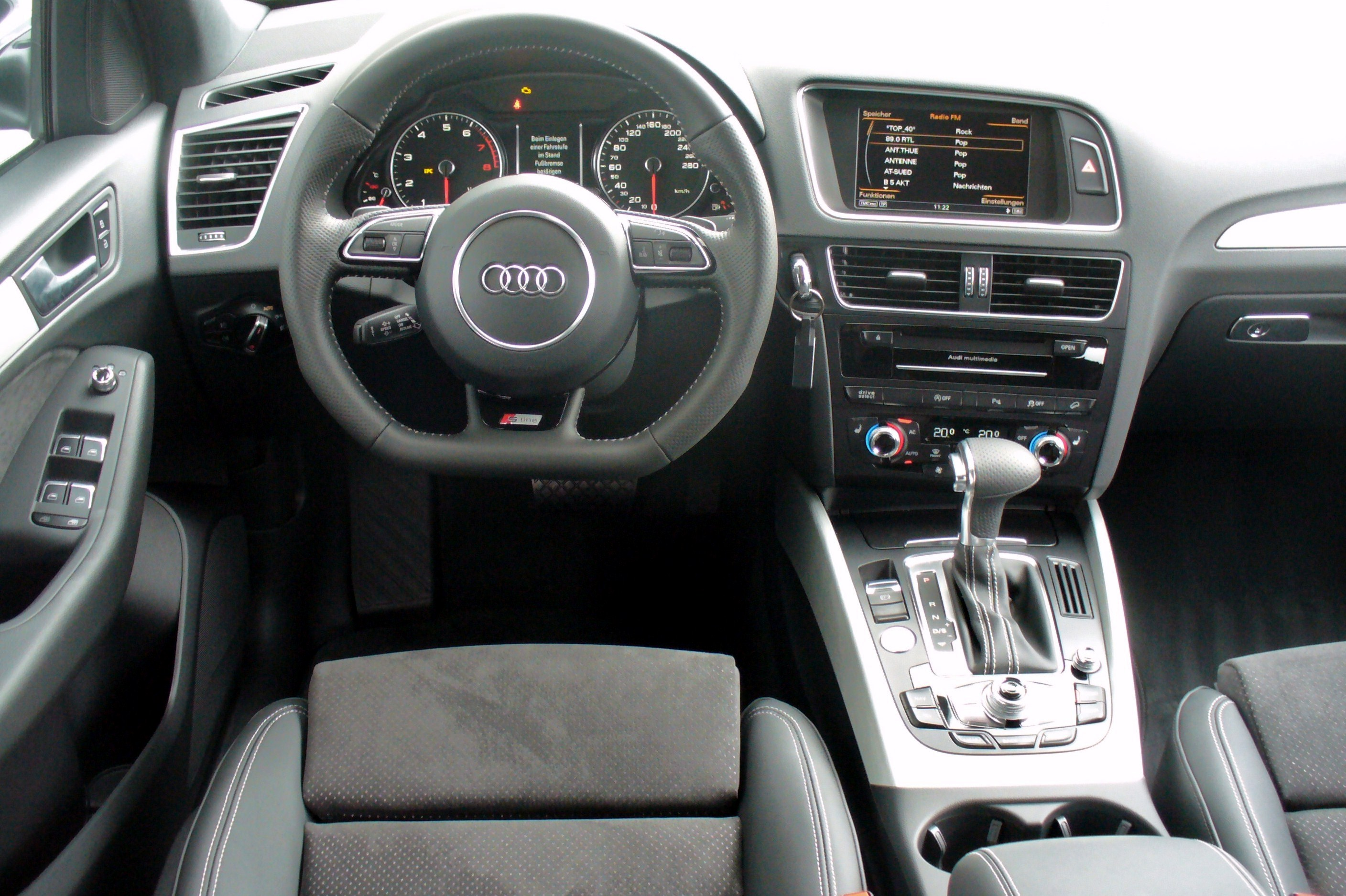
Интерьер
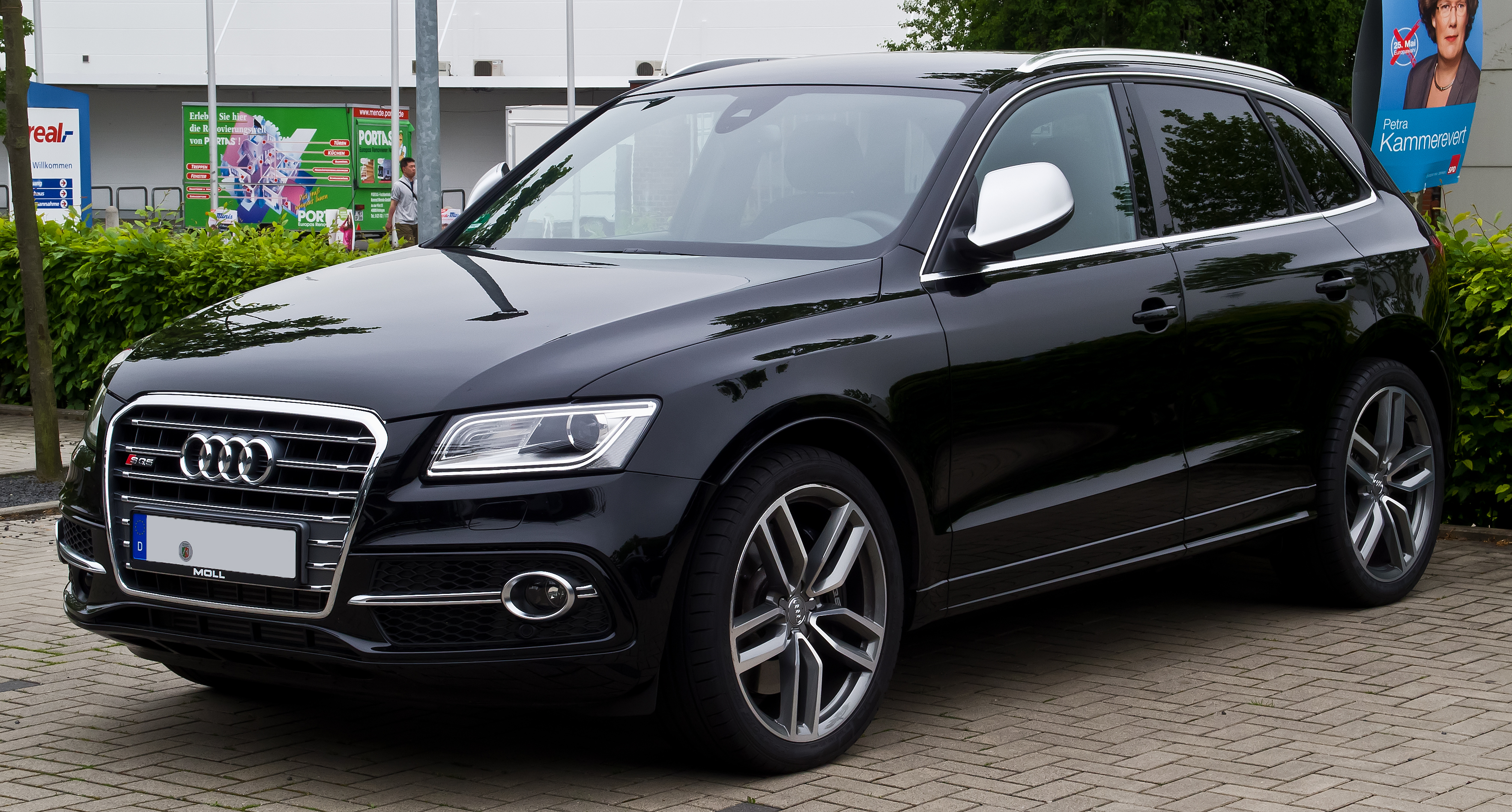
SQ5

|                                                                         | 2.0 TFSI hybrid                                                        | 2.0 TFSI                                             | 2.0 TFSI                                             | 3.2 FSI                                                  | 3.0 TFSI                                                 | 2.0 TDI DPF                                          | 2.0 TDI DPF                                          | 3.0 TDI DPF                                              |
| ----------------------------------------------------------------------- | ---------------------------------------------------------------------- | ---------------------------------------------------- | ---------------------------------------------------- | -------------------------------------------------------- | -------------------------------------------------------- | ---------------------------------------------------- | ---------------------------------------------------- | -------------------------------------------------------- |
| Период выпуска:                                                         | с 06/2011                                                              | с 06/2009                                            | с 08/2008                                            | с 01/2009 по 08/2012                                     | c 09/2012                                                | с 06/2009                                            | с 08/2008                                            | с 08/2008                                                |
| Тип двигателя:                                                          | Гибридный двигатель                                                    | Бензиновый двигатель                                 | Бензиновый двигатель                                 | Бензиновый двигатель                                     | Бензиновый двигатель                                     | Дизельный двигатель                                  | Дизельный двигатель                                  | Дизельный двигатель                                      |
| Модель двигателя:                                                       | Рядный двигатель с непосредственным впрыском бензина, электродвигатель | Рядный двигатель с непосредственным впрыском бензина | Рядный двигатель с непосредственным впрыском бензина | V-образный двигатель с непосредственным впрыском бензина | V-образный двигатель с непосредственным впрыском бензина | Рядный двигатель с непосредственным впрыском топлива | Рядный двигатель с непосредственным впрыском топлива | V-образный двигатель с непосредственным впрыском топлива |
| Наддув:                                                                 | Турбонагнетатель                                                       | Турбонагнетатель                                     | Турбонагнетатель                                     | —                                                        | Механический нагнетатель                                 | Турбонагнетатель                                     | Турбонагнетатель                                     | Турбонагнетатель                                         |
| Цилиндр/клапан:                                                         | 4/16                                                                   | 4/16                                                 | 4/16                                                 | 6/24                                                     | 6/24                                                     | 4/16                                                 | 4/16                                                 | 6/24                                                     |
| Рабочий объём:                                                          | 1984 см³                                                               | 1984 см³                                             | 1984 см³                                             | 3197 см³                                                 | 2995                                                     | 1968 см³                                             | 1968 см³                                             | 2967 см³                                                 |
| Макс. мощность при об/мин:                                              | 245 л. с.                                                              | 180 л. с./4000-6000                                  | 211 л. с./4300-6000                                  | 270 л. с./6500                                           | 272 л. с./4780-6500                                      | 143 л. с./4200                                       | 170 л. с./4200                                       | 240 л. с./4000-4400                                      |
| Макс. крутящий момент при об/мин:                                       | 480 Н·м                                                                | 320 Н·м / 1500-3900                                  | 350 Н·м / 1500-4200                                  | 330 Н·м / 3000-5000                                      | 400 Н·м / 2150-4780                                      | 320 Н·м / 1750—2500                                  | 350 Н·м / 1750—2500                                  | 500 Н·м / 1500-3000                                      |
| Снаряженная масса автомобиля:                                           | 1985 кг                                                                | 1795 кг                                              | 1795-1830 кг                                         | 1880 кг                                                  | 1915                                                     | 1755-1820 кг                                         | 1830-1895 кг                                         | 1955 кг                                                  |
| Максимальная грузоподъёмность:                                          | 505 кг                                                                 | 535 кг                                               | 535 кг                                               | 535 кг                                                   | 535 кг                                                   | 505-545 кг                                           | 535 кг                                               | 535 кг                                                   |
| Масса буксируемого груза:                                               | 2000 кг                                                                | 2000 кг                                              | 2000 кг                                              | 2000 кг                                                  | 2400                                                     | 1700-1800 кг                                         | 1800-2000 кг                                         | 2000 кг                                                  |
| Разгон 0-100 км/ч:                                                      | 7,1 с                                                                  | 8,5 с                                                | 7,2-7,6 с                                            | 6,9 с                                                    | 5,9 с                                                    | 11,0-11,4 с                                          | 9,9 с                                                | 6,5 с                                                    |
| Максимальная скорость:                                                  | 225 км/ч                                                               | 210 км/ч                                             | 222 км/ч                                             | 234 км/ч                                                 | 234 км/ч                                                 | 190-192 км/ч                                         | 200-204 км/ч                                         | 225 км/ч                                                 |
| Расход топлива на 100 км (в смешанном цикле):                           | 6,9 л неэтилированного бензина                                         | 8,1 л неэтилированного бензина                       | 8,1-8,6 л неэтилированного бензина                   | 9,3 л неэтилированного бензина                           | 8,5 л неэтилированного бензина                           | 5,7-6,2 л дизельного топлива                         | 6,2-7,0 л дизельного топлива                         | 7,5 л дизельного топлива                                 |
| Выброс CO2 в смешанном цикле:                                           | 159 г/км                                                               | 188 г/км                                             | 188-199 г/км                                         | 218 г/км                                                 | 199 г/км                                                 | 149-162 г/км                                         | 163-184 г/км                                         | 199 г/км                                                 |
| Норма токсичности по классификации ЕС:                                  | Евро 5                                                                 | Евро 5                                               | Евро 5                                               | Евро 5                                                   | Евро 5                                                   | Евро 5                                               | Евро 5                                               | Евро 5                                                   |
| 1. 7-ступенчатая S tronic до 10/2011, 8-ступенчатая tiptronic c 11/2011 |                                                                        |                                                      |                                                      |                                                          |                                                          |                                                      |                                                      |                                                          |

## Безопасность
| Euro NCAP                                                    | Euro NCAP | Euro NCAP | Euro NCAP             |
| ------------------------------------------------------------ | --------- | --------- | --------------------- |
| · общий рейтинг                                              |           |           |                       |
| 92%                                                          | 84%       | 32%       | 71%                   |
| взрослый пассажир                                            | ребёнок   | пешеход   | активная безопасность |
| Протестированная модель: Audi Q5 2.0TDI "Steppe", RHD (2009) |           |           |                       |

| Euro NCAP                                                              | Euro NCAP | Euro NCAP | Euro NCAP             |
| ---------------------------------------------------------------------- | --------- | --------- | --------------------- |
| · общий рейтинг                                                        |           |           |                       |
| 93%                                                                    | 86%       | 73%       | 58%                   |
| взрослый пассажир                                                      | ребёнок   | пешеход   | активная безопасность |
| Протестированная модель: Audi Q5 2.0 TDI S tronic (140 kW), LHD (2017) |           |           |                       |

## Второе поколение
Второе поколение модели Audi Q5 выпускается с 2017 года в Мексике. Автомобиль оснащается новой системой полного привода с двумя муфтами, quattro ultra с функцией автоматического отключения/подключения задней оси в зависимости от дорожной ситуации. Самый мощный вариант кроссовера называется Audi SQ5.
В рейтинге германской «Ассоциации технического надзора» (VdTUV) в возрастной категории «от 6 до 7 лет» Audi Q5 занял второе место по надежности среди поддержанных автомобилей 2018 года. В 2019 году в категории «от 4 до 5 лет» Audi Q5 занял третье место.

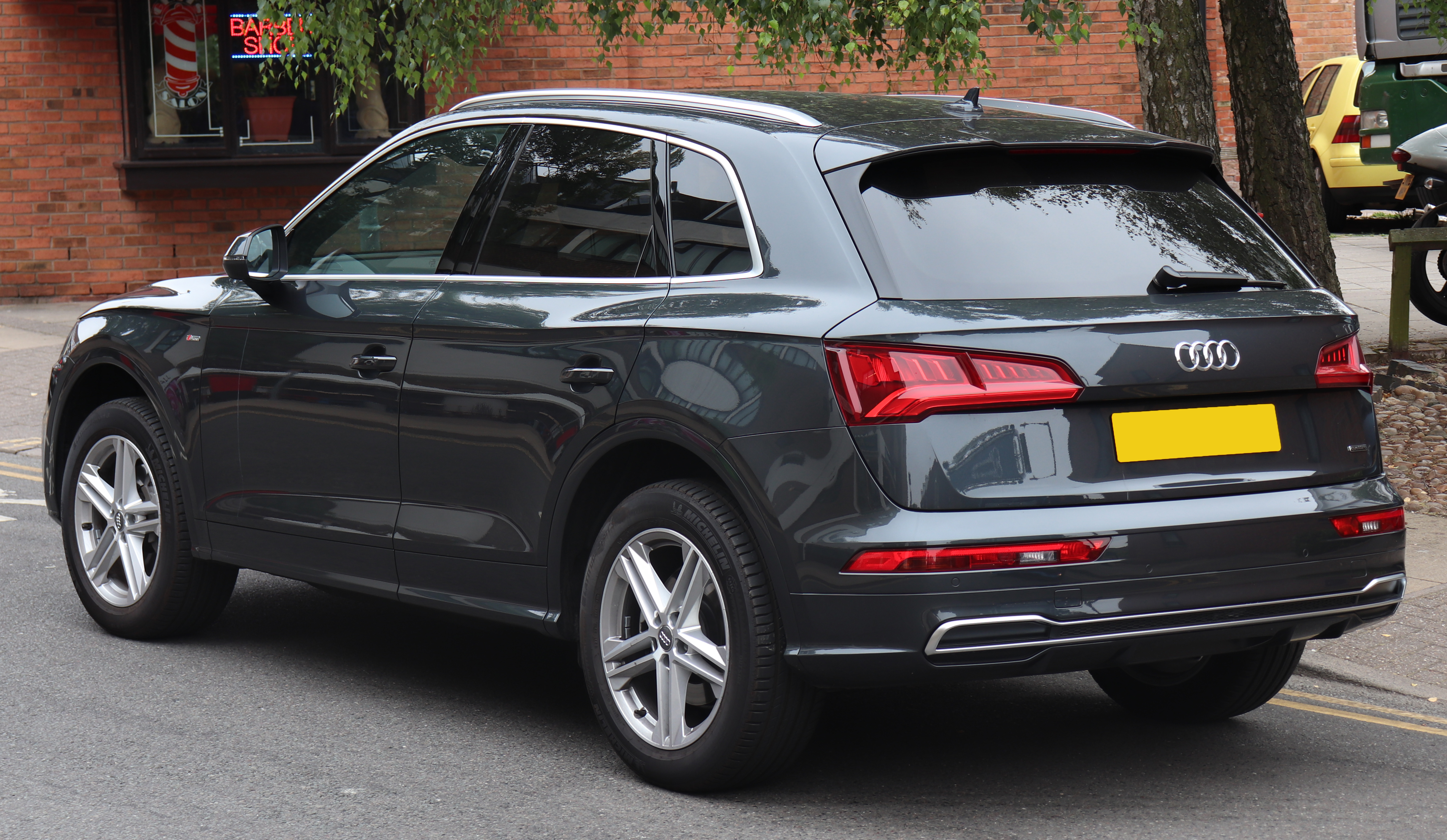
Q5 2017
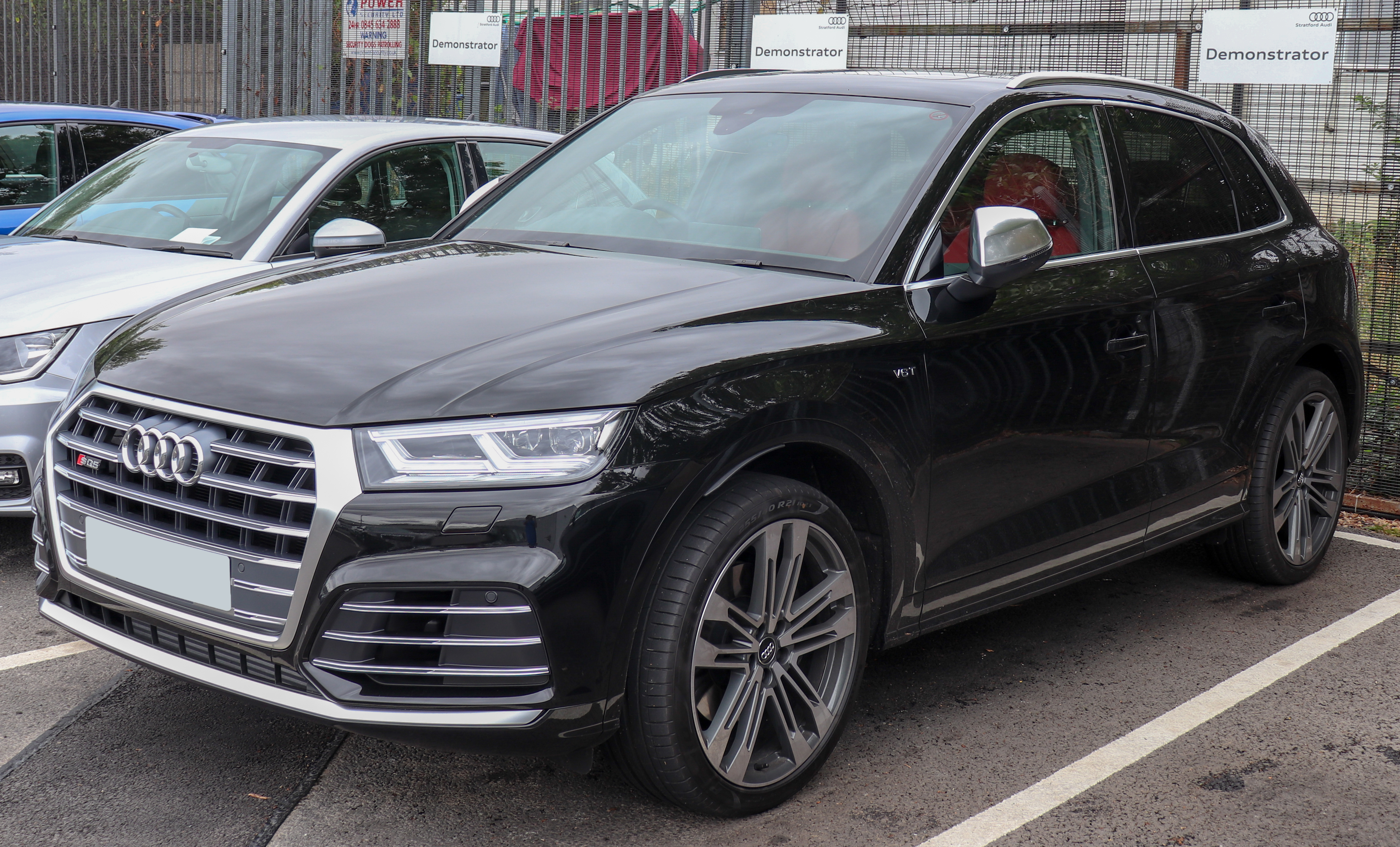
SQ5 2017
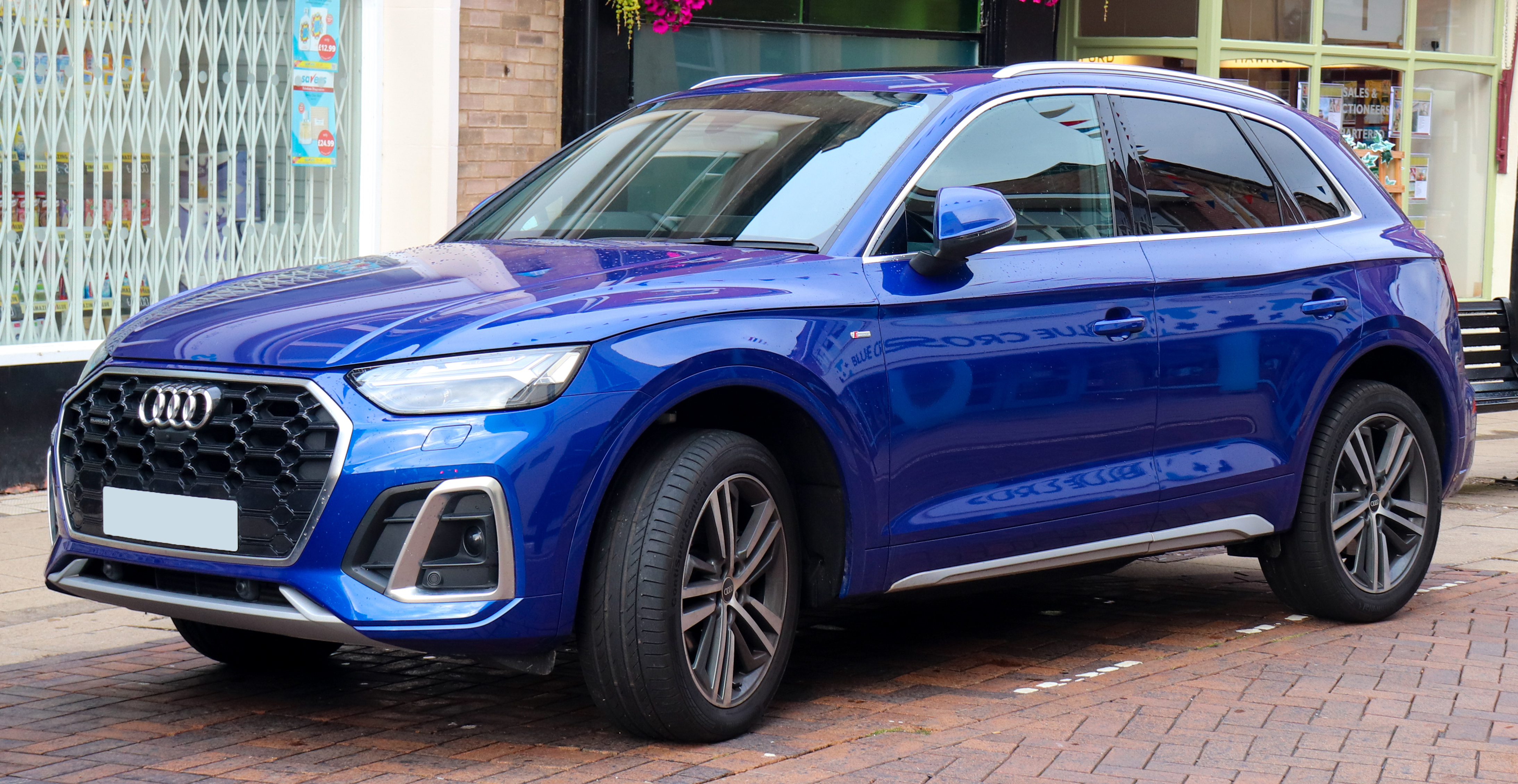
Q5 2021
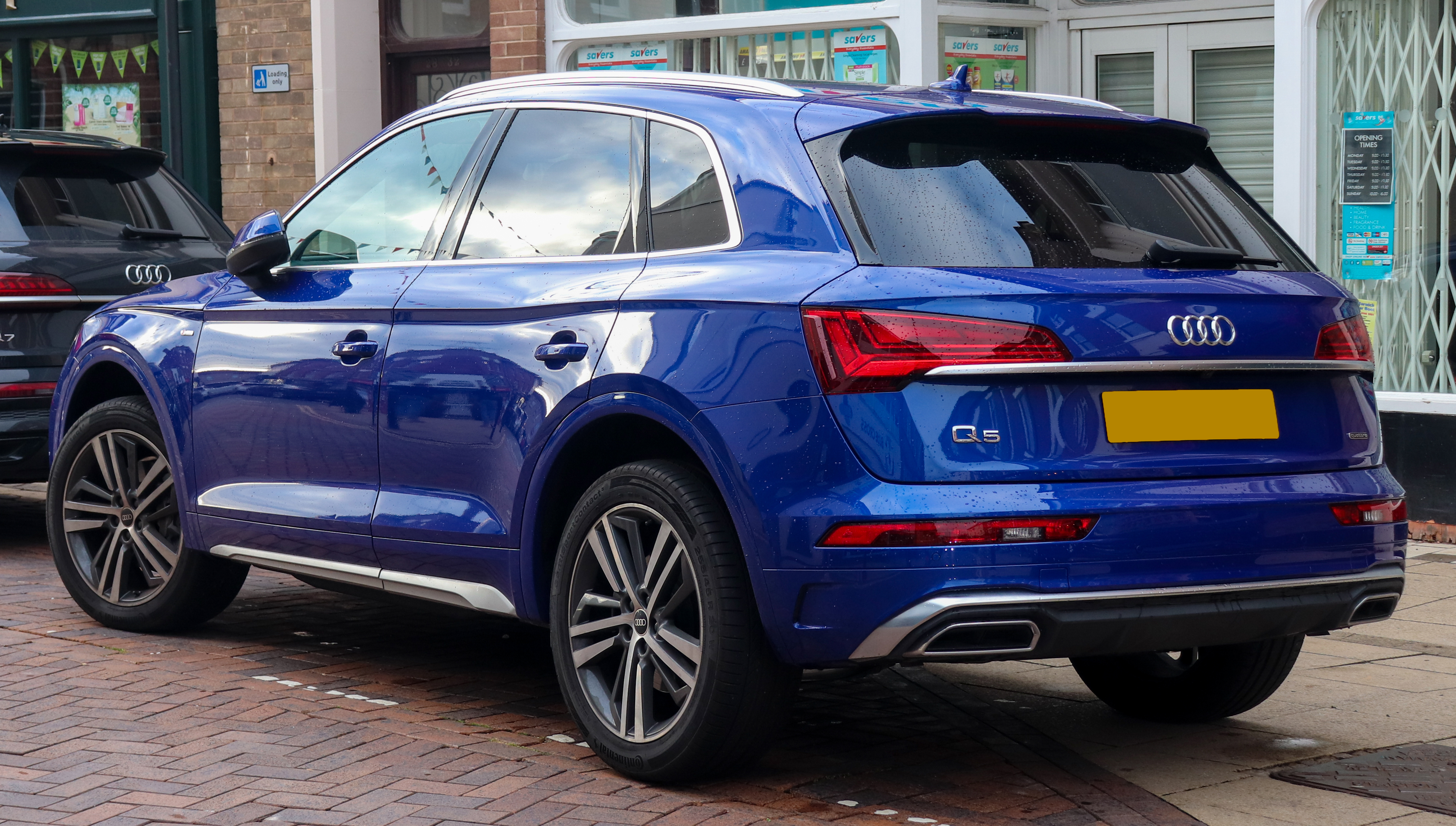
Q5 2021